# 11968 Demariotte
11968 Demariotte eller 1994 PR27 är en asteroid i huvudbältet som upptäcktes den 12 augusti 1994 av den belgiske astronomen Eric W. Elst vid La Silla-observatoriet. Den är uppkallad efter Edmé de Mariotte.
Asteroiden har en diameter på ungefär 9 kilometer och den tillhör asteroidgruppen Nemesis.